# Poema de Fernán González

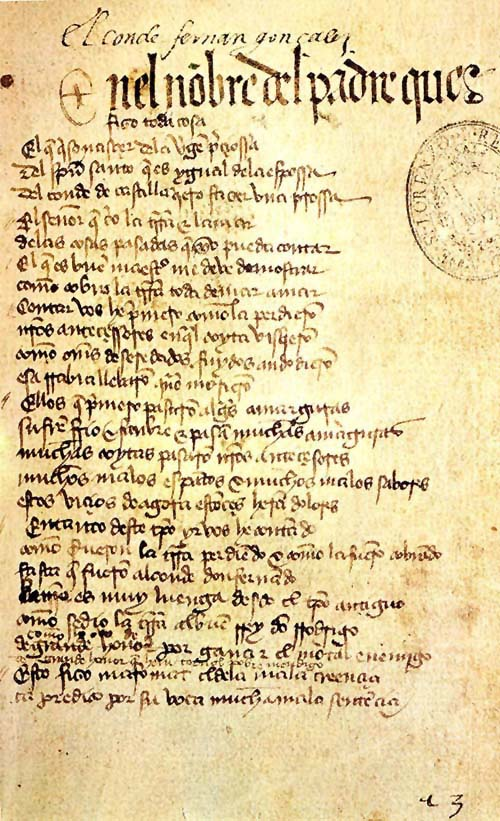
Pierwsza strona rękopisu poematu o Fernánie Gonzálezie

Poema de Fernán González – hiszpański średniowieczny epos bohaterski. Pochodzi z połowy XIII wieku. Opowiada o czynach Fernána Gonzáleza, sławnego rycerza żyjącego w X wieku, który walczył między innymi z Maurami. Poemat został skomponowany hiszpańskim aleksandrynem (czternastozgłoskowcem), ułożonym w czterowersowe strofy z monorymem (aaaa).